# Escola de Matemática de Varsóvia
A Escola de Matemática de Varsóvia foi, juntamente com a Escola de Matemática de Lviv e a Escola de Matemática da Cracóvia, um dos três centros da Escola de Matemática da Polônia. Foi formada entre os anos 1915 - 1939 (entre a Primeira Guerra Mundial e a Segunda Guerra Mundial) por um grupo de matemáticos, incluindo:
- Karol Borsuk
- Samuel Eilenberg; junto com Saunders Mac Lane é o fundador teoria das categorias
- Zygmunt Janiszewski
- Kazimierz Kuratowski
- Stanisław Leśniewski
- Edward Marczewski
- Stefan Mazurkiewicz
- Andrzej Mostowski
- Stanisław Saks
- Wacław Sierpiński
- Alfred Tarski

Estes matemáticos trabalhavam na Universidade de Varsóvia e na Universidade Técnica de Varsóvia. O ponto principal de seus trabalhos foi teoria dos conjuntos e topologia.